# Madres egoístas
Madres Egoístas (lit. Mães egoístas) é uma telenovela mexicana produzida por Juan Osorio para a Televisa e exibida pelo Canal de las Estrellas, entre 4 de fevereiro e 7 de junho de 1991, substituindo Ángeles blancos e sendo substituída por Yo no creo en los hombres.
É uma refilmagem da telenovela Madres egoístas, produzida por Valentín Pimstein, em 1963. 
A trama é protagonizada por Julieta Rosen, Orlando Carrio, Chantal Andere e Enrique Novi e antagonizada por Maria del Sol.

## Enredo
Esta é a história de Rachel Rivas Cantu, uma jovem herdeira de uma fortuna. Orfã que foi criada por sua ama de chaves Mariana, que durante anos a odiava por causa de um passado e de uma vida que segundo ela diz ter sido roubado pelos Rivas Cantu.
Rachel vai se casar com Pablo, um viúvo honesto, que tem uma filha Carmen. Eventualmente Rachel e Pablo tem outra filha. Rachel e Pablo suspeitam que Mariana não é a pessoa que parece ser, e põe a disposição de Gaby, filha de seu casamento com Rachel os cuidados de uma babá com a condição de que Mariana nunca chega perto dela.
Passado quatro anos de imensa felicidade, o destino quer que Pablo morra de um ataque cardíaco, deixando Rachel e Gaby sozinhas e na tristeza mais profunda. Dando ouvido aos maus conselhos Mariana, Rachel interna Gaby em um colégio interno, onde por obra do destino se com Carmen, a filha do seu pai. Elas cresceram juntas sem saber que são irmãs. Mariana junto com seu filho Philip fazem com que a vida dos Rivas Cantu seja tão negra como a sua alma. Mas vários personagens dão um giro inesperado a esta maravilhosa história de amor, traição e vingança.

## Elenco
- Julieta Rosen .... Raquel Rivas Cantu
- Chantal Andere .... Carmen Ledesma. (adulta)
- Maria del Sol ..... Mariana
- Alberto Mayagoitia .... Felipe
- Toño Mauri .... Maximiliano Baez
- Enrique Novi ... Pablo Ledesma
- Orlando Carrió ... Victor Peralta
- Manola Saavedra
- Maty Huitron... Mina Báez
- Roberto Canedo ... Joaquín Urióstegui
- Rafael Amador ... Gerardo
- Dina de Marco ... Jacinta Arriaga
- Justo Martinez... Severo Arriaga
- Fernando Colunga ... Jorge
- Lilian Macias .... Gabriela Ledesma. (adulta)
- Roberto Sosa ... Salvador "Chava" Godinez
- Companheiro Huitrón
- Mario Ivan Martinez
- Rafael del Villar ...  Héctor Cruz
- Claudio Obregón .... Alberto Baez
- Gerardo Acuña ... Raymundo Cooper
- Diana Golden .... Ana Cervantes
- Anahí ... Gabriela Ledesma. "Gaby" (criança)
- Yuliana Peniche .... Carmen Ledesma. (criança)
- Ivonne Armant
- Alejandro del Castillo ... Tenente Hernandez
- John Pike ... Gomez Williams

## Prêmios e Indicações

### Prêmio TVyNovelas 1992
| Categoria             | Nomeado(a)     | Resultado |
| --------------------- | -------------- | --------- |
| Melhor atriz jovem    | Chantal Andere | Nomeada   |
| Melhor ator jovem     | Toño Mauri     | Nomeado   |
| Melhor atriz infantil | Anahí          | Nomeada   |